# François van Aerssen van Sommelsdijk (1630–1658)
François van Aerssen van Sommelsdijk, Herr von Plaat (* 29. Oktober 1630; † 14. November 1658) war ein niederländischer Edelmann und Reisender.

## Leben
François van Aerssen war der älteste Sohn von Cornelis van Aerssen, Herr von Sommelsdijk, und der Lucia Walta sowie ein Enkel des niederländischen Staatsmanns François van Aerssen. Nachdem er eine achtjährige Reise durch mehrere Länder Europas unternommen hatte, ertrank er im November 1658 während seiner Rückreise in die Heimat auf der Überfahrt von England nach Holland. Er hat nur ein Alter von 28 Jahren erreicht.
Van Aerssen hatte einen Bericht über seine Reisen verfasst, der postum unter dem Titel Voyage d’Espagne, curieux, historique et politique, fait en l’année 1655 (Paris 1665) erschien. 1666 wurde in Amsterdam eine verbesserte und mit wertvollen Zusätzen versehene Ausgabe gedruckt. Eine dritte Auflage des Werks erschien unter dem Titel Voyage d’Espagne, contenant, entre plusieurs particularités de ce royaume, trois discours politiques sur les affaires du protecteur d’Angleterre, la reine de Suède et du duc de Lorraine … (Köln 1666).